# فيليب وايز
فيليب وايز (بالإنجليزية: Philip Wise)‏ هو سياسي أمريكي، ولد في 5 سبتمبر 1946 في الولايات المتحدة. حزبياً، نشط في Iowa Democratic Party ‏ والحزب الديمقراطي. وقد انتخب عضو مجلس نواب ولاية ايوا.